# Língua cadiuéu
Cadiuéu é uma língua Guaicuru falada pelos Cadiuéus no estado brasileiro de Mato Grosso do Sul.

## Fonologia
A língua tem 10 consoantes oclusivas em 5 pares de surda/sonora: as labiais P e B, dentais T e D, palatais T ꭍ e  Dƺ, velares, H e G  e duas uvulares
As vogais são somente 4 orais.

## Gramática
Alguns aspectos gramaticais

### Verbos
As formas verbais têm 7 elementos nesta sequência:
- Pessoa: 1ª – Eu ou Nós
- Raiz verbal
- Classe verbal (Vogal temática)
- Diferenciação entre Eu e Nós
- Marca de iteração
- Relação espacial
- Plural

### Substantivos
Os gêneros são dois, os números também. Valem para demonstrativos. Línguas Brasileiras
Diferencia-se a dinamicidade do objeto
- Em movimento
  - Afastando-se
  - Aproximando-se
- Estáticos
  - Longos, verticais ou suspensos
  - Curtos não suspensos
  - Longos horizontais

Diferencia-se para demonstrativos o diminutivo